# Остров Большой Дзендзик
Остров Большой Дзендзик — часть Приазовского национального природного парка (с 2010), комплексный памятник природы местного значения (1984-2010), расположенный на крайнем юге Бердянского горсовета (Запорожская область, Украина). Заказник создан 25 мая 1984 года. Площадь — 15 га.

## История
Был создан решением Запорожского облисполкома от 25 мая 1984 года №315. Вошёл в состав Приазовского национального природного парка — заповедной зоны, созданного 10 февраля 2010 года согласно указу Президента Украины Виктора Ющенко.

## Описание
Занимает остров Большой Дзендзик в Бердянском заливе Азовского моря, что западнее Бердянской косы.
Заказник создан с целью охраны типичных и уникальных степных и водных природных комплексов северо-западного побережья Азовского моря: островов в Азовском море.
Ближайший населённый пункт — Бердянск.

## Природа
Негативное влияние на естественное состояние природных комплексов оказывают чрезмерный выпас скота, распахивание склонов, рекреация, сбор цветов и выкапывание луковиц.